# Kryspin Szcześniak
Kryspin Szcześniak (Gorzów Wielkopolski, 8 gennaio 2001) è un calciatore polacco, difensore del Górnik Zabrze.

## Carriera

### Club
Cresciuto nel settore giovanile del Pogoń Stettino, nel 2020 viene ceduto in prestito al GKS Jastrzębie, militante in seconda divisione; nel corso della stagione 2020-2021, la sua prima in carriera a livello professionistico, gioca in totale 26 partite in tale categoria. Successivamente a fine stagione dopo essere rientrato al Pogoń Stettino passa in prestito al Górnik Łęczna, club di prima divisione, con cui esordisce in Ekstraklasa il 24 luglio 2021, disputando l'incontro pareggiato per 1-1 contro il KS Cracovia. L'anno successivo, dopo una prima fase di stagione ancora in rosa al Pogoń Stettino (rimane anche in panchina durante 3 incontri dei turni preliminari di Conference League), il 30 agosto viene girato in prestito al Górnik Zabrze, altro club della massima divisione polacca.

### Nazionale
Nel 2021 ha esordito con la nazionale polacca Under-20.

## Statistiche

### Presenze e reti nei club
Statistiche aggiornate al 26 novembre 2022.
| Stagione        | Squadra         | Campionato      | Campionato | Campionato | Coppe nazionali | Coppe nazionali | Coppe nazionali | Coppe continentali | Coppe continentali | Coppe continentali | Altre coppe | Altre coppe | Altre coppe | Totale | Totale |
| Stagione        | Squadra         | Comp            | Pres       | Reti       | Comp            | Pres            | Reti            | Comp               | Pres               | Reti               | Comp        | Pres        | Reti        | Pres   | Reti   |
| --------------- | --------------- | --------------- | ---------- | ---------- | --------------- | --------------- | --------------- | ------------------ | ------------------ | ------------------ | ----------- | ----------- | ----------- | ------ | ------ |
| 2020-2021       | GKS Jastrzębie  | 1L              | 26         | 0          | CP              | 0               | 0               |                    | -                  | -                  |             | -           | -           | 26     | 0      |
| 2021-2022       | Górnik Łęczna   | EK              | 25         | 0          | CP              | 4               | 0               |                    | -                  | -                  |             | -           | -           | 29     | 0      |
| 2022-2023       | Górnik Zabrze   | EK              | 10         | 0          | CP              | 0               | 0               |                    | -                  | -                  |             | -           | -           | 10     | 0      |
| Totale carriera | Totale carriera | Totale carriera | 61         | 0          |                 | 4               | 0               |                    | -                  | -                  |             | -           | -           | 65     | 0      |